# Sturnira luisi
Sturnira luisi — вид родини листконосові (Phyllostomidae), ссавець ряду лиликоподібні (Vespertilioniformes, seu Chiroptera).

## Середовище проживання
Країни проживання: Колумбія, Коста-Рика, Еквадор, Нікарагуа, Панама, Перу.

## Звички
Немає інформації про середовище проживання та екологію.

## Загрози та охорона
Ніяких серйозних загроз не відомо.